# Зынджирлы-медресе
Зынджырлы́-медресе́ (крымскотат. Zıncırlı medrese, Зынджырлы медресе, в переводе: медресе с цепью) — медресе, которое основал в 1500 году хан Менгли I Герай в Салачике (сегодня это пригород Бахчисарая). Данное медресе единственное уцелевшее в советский период историческое медресе в Крыму. Название получило из-за висящей над входной дверью цепи, благодаря которой каждый входящий в медресе вынужден склонять голову.
В Российской Федерации, контролирующей спорную территорию Крыма, является  объектом культурного наследия федерального значения; на Украине, в пределах признанных большинством государств — членов ООН
 границ которой находится спорная территория, — памятником культурного наследия национального значения.

## Архитектура
Здание Зынджирлы-медресе каменное, имеет квадратную планировку, одноэтажное, с внутренним двориком, где в древности находился фонтан (после реставрации 2007 года над двориком сделана стеклянная крыша).
По периметру дворика медресе проходит аркадная галерея, перекрытая десятью полусферическими куполами, которые опираются на стрельчатые арки и столбы. С трёх сторон галереи расположены жилые и учебные помещения со стрельчатыми сводами. Довольно суровый экстерьер сооружения напоминает крепость. В проёме единственной двери висит железная цепь — чтобы каждый, кто заходит в медресе, наклонял голову. Над дверью вмонтирована следующая надпись:
Это училище с помощью Всемилостивого Бога приказал возвести Менгли Герай Хан, сын Хаджи Герай Хана, пусть продолжит Бог царство его до скончания века. 906 год.

## История
На территории медресе в 1914 году похоронен великий крымскотатарский просветитель Исмаил Гаспринский.
В 1918 году учителем географии в Зынджырлы-медресе работал Абляким Ильмий — крымскотатарский писатель, журналист, общественный деятель, педагог .
В 2007 году Турция выделила $ 2,75 млн на реставрацию Зынджырлы-медресе и расположенного рядом дюрбе первого крымского хана Хаджи I Герая.
С октября 2015 года школа «Зынджырлы медресе» является объектом культурного наследия федерального значения.

## Фото

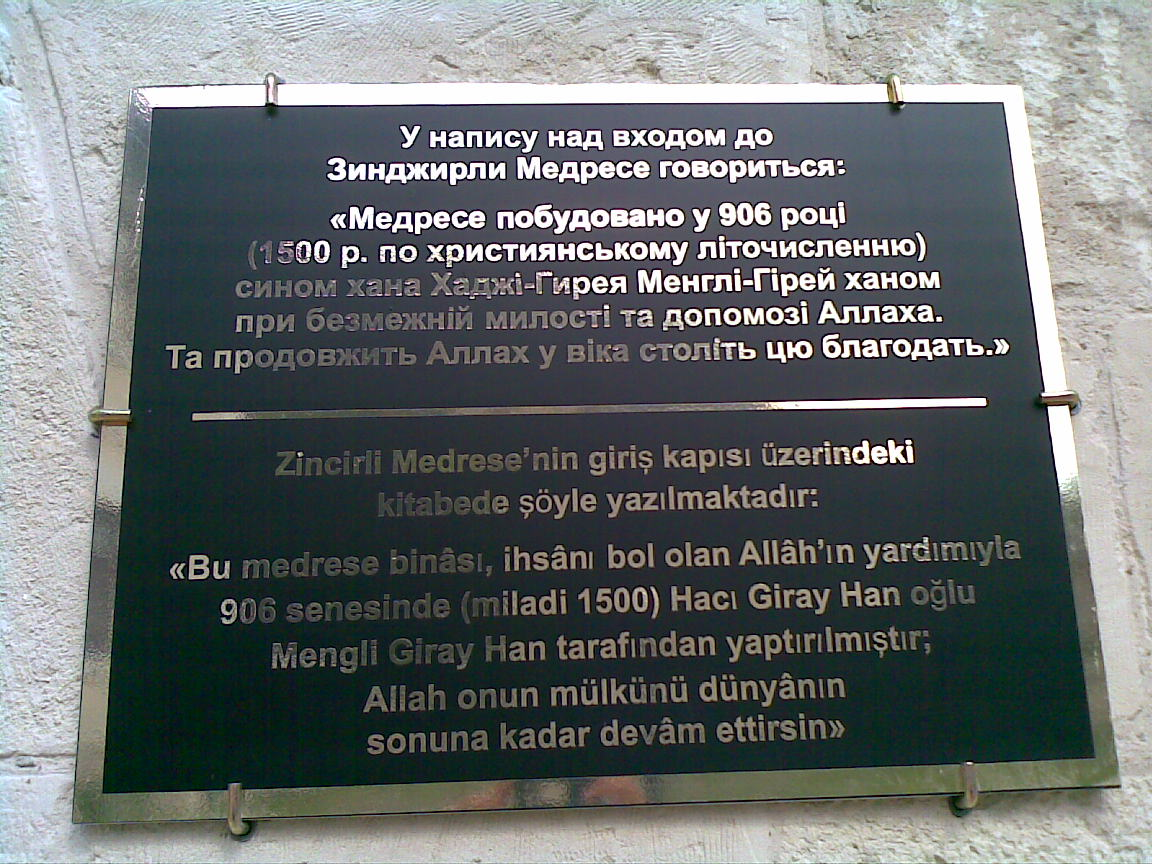
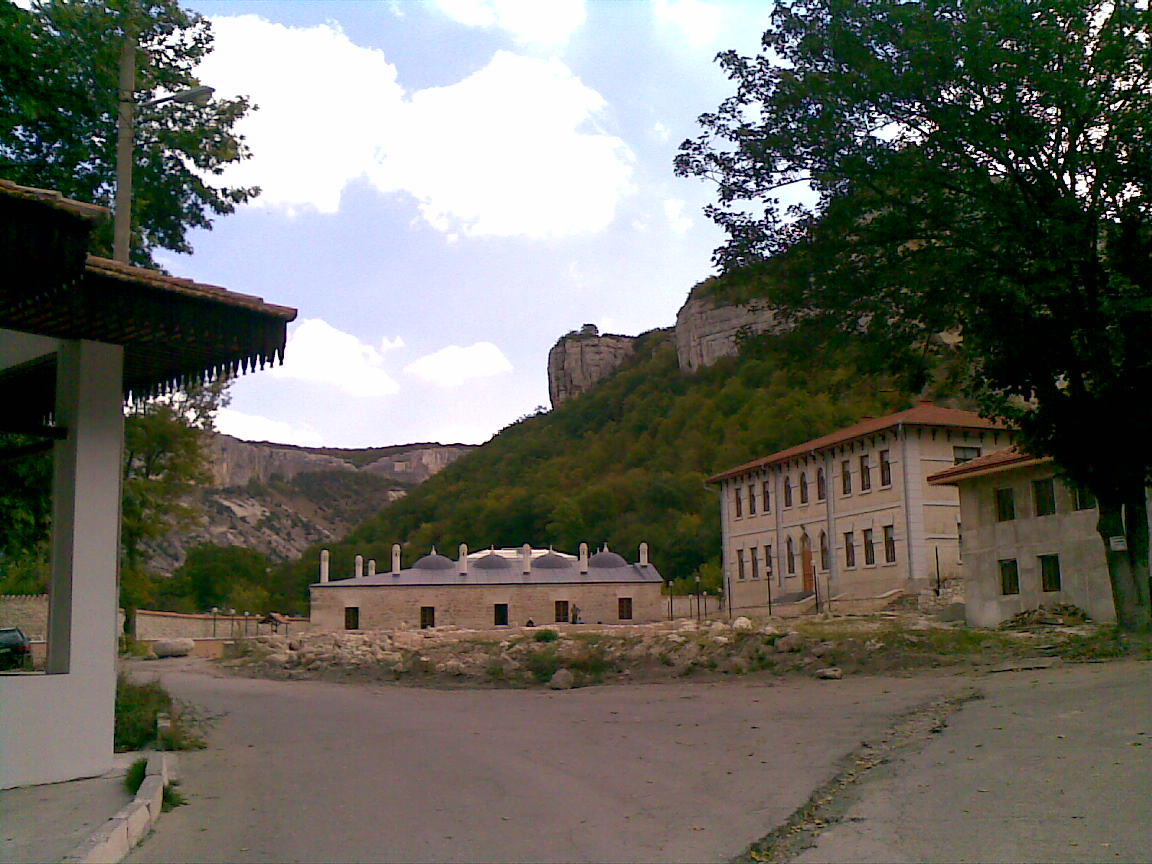
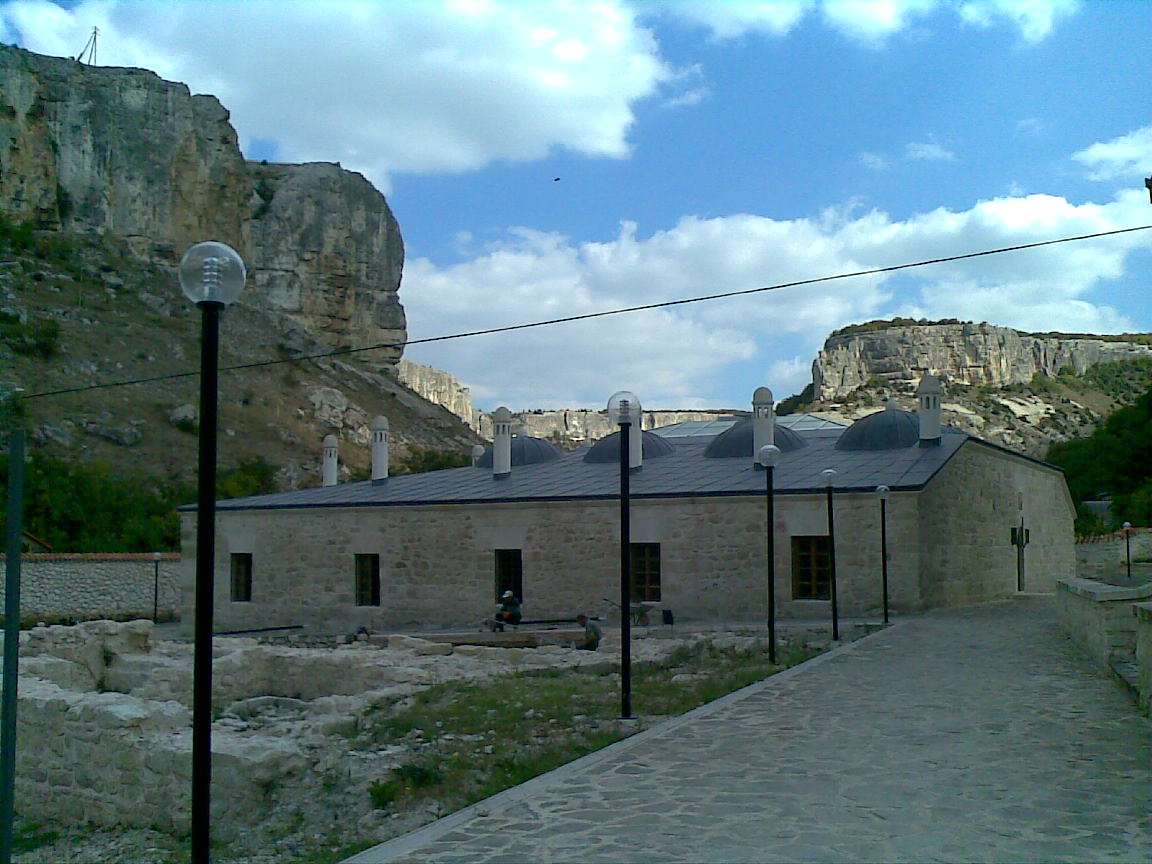
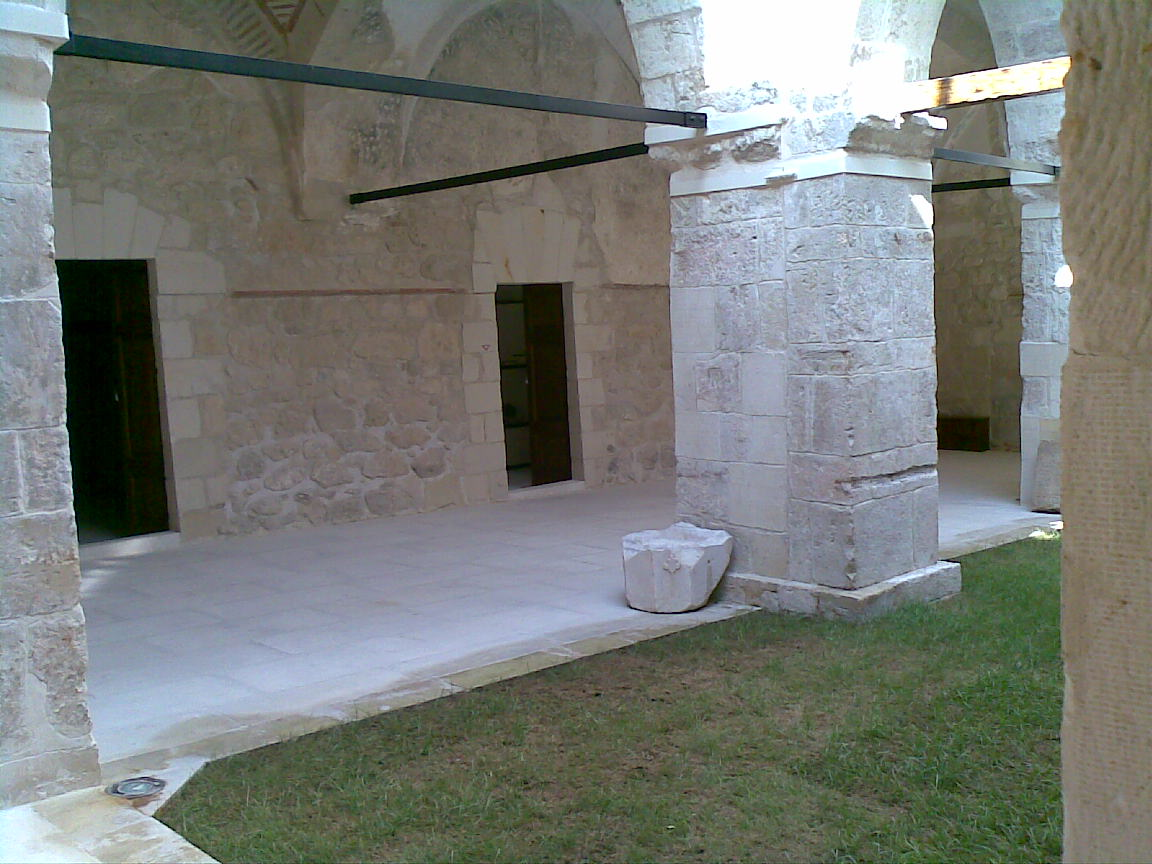
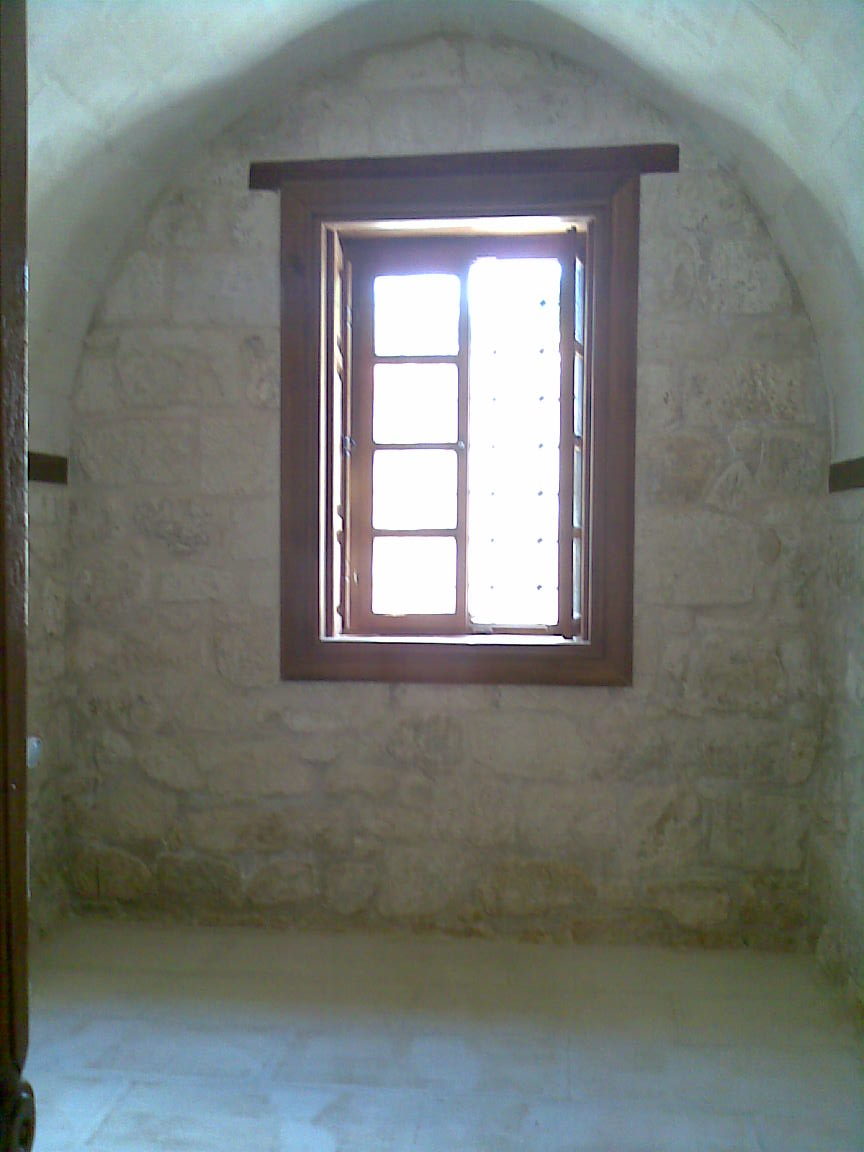
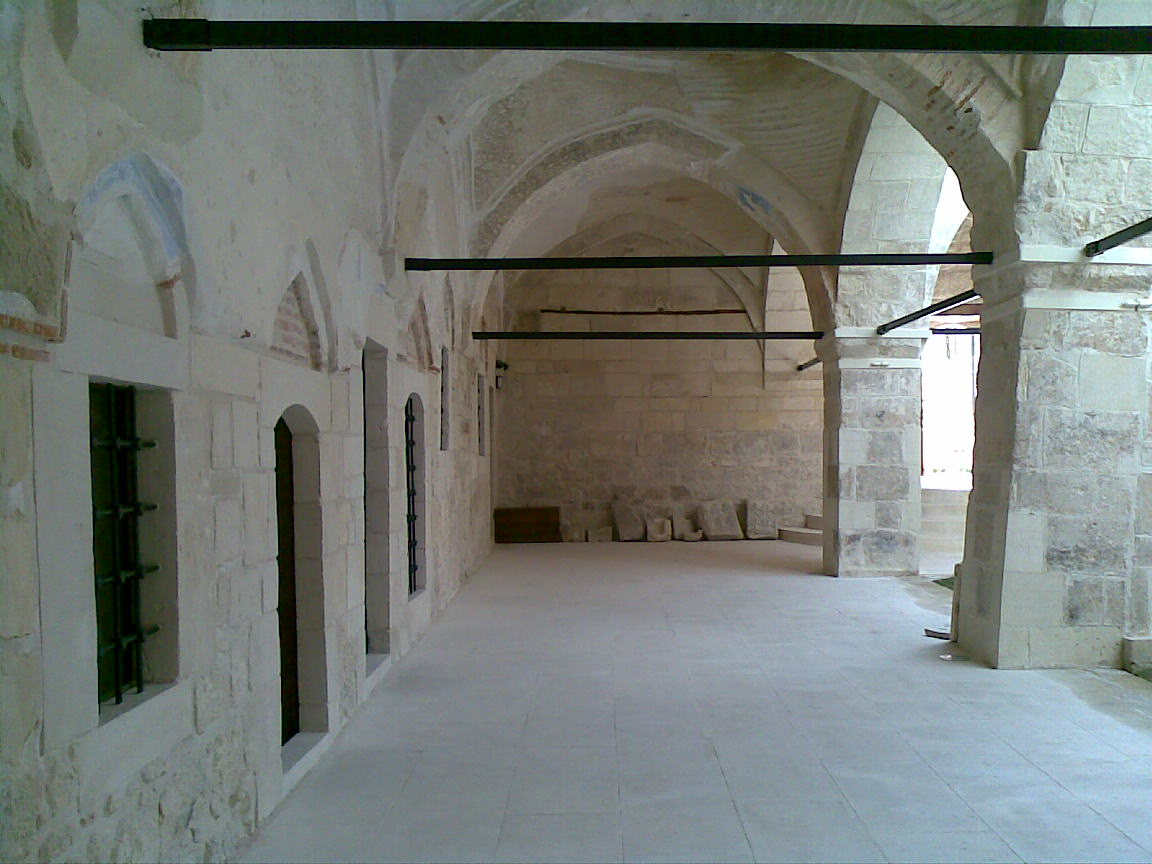